# Thorong La
Thorung La – przełęcz położona w Nepalu, w Himalajach, w grupie górskiej Annapurna Himal, na wysokości 5416 m n.p.m. Znajduje się na drodze z Manang do Muktinath.